# تام وستون-جونز
تام وستون-جونز (انگلیسی: Tom Weston-Jones؛ زادهٔ ۲۹ ژوئن ۱۹۸۷) بازیگر اهل بریتانیا است.
از فیلم‌ها یا برنامه‌های تلویزیونی که وی در آن نقش داشته‌است، می‌توان به سندیتون، مأموران مخفی، ترس، مبارز و سایه و استخوان اشاره کرد.